# Альмунія-де-Сан-Хуан
Альмунія-де-Сан-Хуан (ісп. Almunia de San Juan) — муніципалітет в Іспанії, у складі автономної спільноти Арагон, у провінції Уеска. Населення — 654 особи (2009).
Муніципалітет розташований на відстані близько 370 км на північний схід від Мадрида, 60 км на південний схід від Уески.
На території муніципалітету розташовані такі населені пункти: (дані про населення за 2009 рік)
- Альмунія-де-Сан-Хуан: 647 осіб
- Ар'єстолас: 17 осіб

## Демографія
Динаміка населення (INE ):